# Sulindaco
O sulindaco é um medicamento do tipo anti-inflamatório não esteroidal (AINE) derivado metilado do indol, que inibe a produção de prostaglandinas indicado para o alivio da dor, febre e inflamação. Ao parecer, o sulindaco tem uma propriedade independente de inibição da ciclooxigenase que o permite inibir o crescimento de pólipos e lesões pré-cancerosas do cólon, especialmente em pacientes como polipose adenomatosa hereditária e pode ser que tenha outras propriedades anticancerígenas.

## Farmacologia
Como outros AINEs, o sulindaco é usado no tratamento da inflamação aguda ou crônica. O sulindaco é um pró-fármaco derivado do sulfinilindeno, que é convertido no corpo por AINE ativo. Mais especificamente, o agente é convertido por enzimas hepáticas em um sulfureto que é excretado na bile e então é reabsorvido pelo intestino.Isto é pensado para ajudar a manter constantes os níveis sanguíneos com reduzida efeitos colaterais gastrointestinais. Alguns estudos têm demonstrado que o sulindaco é relativamente menos irritante para o estômago do que os outros AINEs, com exceção das drogas da classe dos inibidores seletivos da COX-2.
O sulindaco tem uma absorção rápida por via oral alcançando concentrações máximas no plasma sanguíneo ao cabo de 2 horas. A meia-vida é de 7 horas e não altera a excreção urinária de prostaglandinas e tem menor acesso à ciclooxigenase renal, não alterando assim a função renal. Causa efeitos adversos similares aos outros AINE's.